# Bengt Lundin (konstnär)
Bengt Östen Lundin, född 11 september 1924 i Trollhättan, död 8 november 2005 i Tossene socken i Bohuslän, var en svensk konstnär, (målare, tecknare och skulptör).
Lundin studerade på Valands konstskola i Göteborg och i utlandet. Han har framför allt målat stilleben.
Bland hans offentliga verk märks ett flertal träbåtar, bland annat lekskulpturen Klätterbåt (1995) i Eriksberg i Göteborg. Även Tysta läsesalen på Chalmers huvudbibliotek pryds av ett av hans större konstverk. Han är också representerad på Göteborgs konstmuseum, Göteborgs teatermuseum och Moderna museet.